# مرد چاق
مرد چاق یا فت من (Fat Man) اسم رمز نوعی بمب هسته‌ای است که ایالات متحده آمریکا در ۹ اوت ۱۹۴۵ در ناگاساکی ژاپن انداخت. ناگاساکی دومین و آخرین شهری است که در جریان جنگ جهانی دوم و تاکنون مورد حملهٔ اتمی قرار گرفته است. سه روز پیش از آن، در ۶ اوت ۱۹۴۵، اولین حملهٔ اتمی آمریکا با بمب پسر کوچک علیه شهر هیروشیما انجام شده بود. بمب فت من توسط دانشمندان و مهندسان لابراتوار لوس‌آلاموس و با پلوتونیم فراورده سایت هنفورد ساخته، و از یک هواپیمای بوئینگ بی-۲۹ سوپرفورترس به نام باکسکار به خلبانی چارلز سوئینی بر شهر ناگاساکی انداخته شد.
نام فت من اشاره به اشاره به طراحی اولیه این بمب دارد زیرا شکلی پهن و گرد داشت. فت من یک جنگ‌افزار هسته‌ای از نوع درون‌پاش و دارای یک هستهٔ جامد پلوتونیومی بود. این بمب، خمره‌ای یا تخم‌مرغی شکل بود و ۳ متر و ۳۰ سانتیمتر طول داشت. قطر آن یک و نیم متر، وزن آن ۵/۴ تن و دربردارندهٔ حدود ۱۰ کیلوگرم پلوتونیوم-۲۳۹ بود که بمب اتمی از نوع شکافت محسوب می‌شود. نام این بمب از یکی از شخصیت های رمان (شاهین مالت) نوشته دشیل همت، نویسنده آمریکایی داستان های پلیسی، گرفته شده بود.  رابرت سربر، یکی از شاگردان رابرت اوپنهایمر، پدر بمب اتمی، این نام را برای آن انتخاب کرد.
یک بمب هسته‌ای به نام Gadget اولین بمب از این نوع بود که در آزمایش هسته‌ای ترینیتی کمتر از یک ماه قبل در ۱۶ ژوئیه در پایگاه نیروی هوایی هالومن واقع در نیومکزیکو منفجر شده بود. دو بمب دیگر از این نوع، در جریان آزمایش‌های هسته‌ای عملیات تقاطع در بیکینی آتول در سال ۱۹۴۶ منفجر شد و چیزی حدود ۱۲۰ بمب دیگر از این نوع بین سال‌های ۱۹۴۷ و ۱۹۴۹ تولید شد، تا آنکه این بمب جای خود را به بمب هسته‌ای «مارک-۴» داد. بمب هسته‌ای فت من در سال ۱۹۵۰ رسماً بازنشسته و کنار گذاشته شد.